# Херринг, Эдмунд
Сэр Эдмунд Фрэнсис Херринг (англ. Edmund Francis Herring, 2 сентября 1892 — 5 января 1982) — генерал-лейтенант австралийской армии, участник мировых войн.

## Биография
Родился в Мэриборо, штат Виктория. Ещё в старших классах школы вступил в Кадетский корпус Содружества и стал сержантом. В 1911 году поступил в старейший колледж Мельбурнского университета — Тринити-Колледж. В 1912 году выиграл стипендию Родса и поступил в Оксфордский университет. Во время учёбы в Оксфорде он записался на курсы подготовки офицеров и был зачислен в кавалерийский полк британской армии — «King Edward’s Horse».
После начала Первой мировой войны полк был в августе 1914 года мобилизован, но не сразу отправлен на фронт. В декабре 1914 года Херринг был направлен в звании 2-го лейтенанта в Королевскую полевую артиллерию, и был включён в штат батареи Б 99-й бригады полевой артиллерии 22-й дивизии. В августе 1915 года дивизия была отправлена на фронт во Францию, но уже месяц спустя переброшена на Салоникский фронт, где и провела всю войну. В апреле 1917 года во время сражения при Дойране Херринг заменил убитого командира батареи и был после этого произведён в капитаны, а также награждён Военным крестом. В конце войны за командование батареей он был удостоен ордена «За выдающиеся заслуги».
После войны Фонд Родса возобновил стипендию для Херринга, и он завершил обучение в Оксфорде, получив степень бакалавра в области гражданского права. Так как в 1915 году Оксфордский университет дал ему степень бакалавра искусств военного времени, то он параллельно получил ещё и степень магистра искусств, оба диплома были вручены в июле 1920 года. 26 ноября 1920 года он вернулся в Мельбурн.
С 1921 года Эдмунд Херринг открыл юридическую практику. 1 октября 1922 года он в звании капитана был зачислен в резерв Австралийской армии в качестве юриста, а 1 августа 1923 года был переведён в артиллерию. В 1925 году он стал майором, в 1929 году — подполковником, а 1 августа 1939 года получил временное звание полковника. Также в 1930-х годах Херринг занимался политикой, пытался баллотироваться в Законодательную Ассамблею штата Виктория, участвовал в деятельности ультраправых полувоенных формирований.
Когда началась Вторая мировая война, то правительство Австралии стало формировать Австралийские имперские силы, и Томас Блэми 6 октября проинформировал Херринга, что намерен назначить его командующего артиллерией в 6-й дивизии. Неделю спустя Херринг получил постоянное звание полковника и временное звание бригадного генерала. 15 апреля 1940 года вместе с прочим командным составом 6-й дивизии Херринг отправился в Палестину.
В начале 1941 года артиллерия Херринга внесла свой вклад в победу при Бардии, а затем приняла участие в осаде Тобрука. Кампания в Греции сложилась для Британского Содружества неудачно, и вскоре после прибытия туда Херрингу пришлось обеспечивать срочную эвакуацию своих подчинённых. За действия в Ливии и Греции Херринг был возведён в командоры Ордена Британской империи. 14 августа 1941 года Херринг вступил в командование 6-й дивизией и получил временное звание генерал-майора.
В марте 1942 года Херринг был возвращён в Австралию. Когда поставленный во главе австралийских вооружённых сил Блэми начал в апреле их реорганизацию, то Херринг был поставлен во главе Сил Северной территории, и наладил сухопутные пути снабжения для Дарвина, который из-за угрозы со стороны японских сил не мог более снабжаться по морю. 14 августа 1942 года Херринг был переведён в Эск в Квинсленде, и во временном звании генерал-лейтенанта вступил в командование 2-м корпусом, отвечая таким образом за безопасность Брисбена.
В сентябре 1942 года сложилась сложная ситуация на Новой Гвинее. Командующий 1-м корпусом Сидни Ровелл был снят с должности за нарушение субординации, и Блэми назначил Херринга новым командующим 1-го корпуса. Прибыв в Порт-Морсби, Херринг был вынужден решать проблемы снабжения войск, ведущих бои на Кокодском тракте. Он сумел переломить ситуацию, сняв американских инженеров со строительства аэродрома и приказав им построить волнолом до острова Татана, что вдвое увеличило грузооборот порта.
В ноябре 1942 года Херринг перелетел через хребет Оуэн-Стенли для личного руководства сражением при Буне, оставив ведение прочих операций на Новой Гвинее на Блэми. За победу при Буне он был возведён в рыцари-командоры Ордена Британской империи.
После победы при Буне Блэми приказал Херрингу вернуться в Австралию на отдых. В Мельбурне Херринг переболел малярией, но к моменту возвращения на Новую Гвинею в мае 1943 года полностью оправился от болезни. Блэми поставил его во главе очередного этапа операции «Колесница», целью которого был захват Лаэ. Наступление началось 5 сентября 1943 года, и Лаэ быстро перешёл в руки Союзников. Однако последующие бои за Финшхафен показали, что силы японцев были серьёзно недооценены. 28 сентября Херринг с двумя офицерами вылетели для переговоров с представителями ВМФ США о дополнительных десантных силах, но их самолёт потерпел крушение; сам Херринг остался жив, но один из его подчинённых погиб.
В конце 1943 года Блэми посоветовал премьер-министру Австралии уволить Херринга из армии: его преклонный возраст и два перенесённые приступа малярии делали для него невозможным продолжение пребывания в тропической зоне. 2 февраля 1944 года Херринг стал верховным судьёй Высшего суда штата Виктория, а в 1945 году параллельно стал лейтенант-губернатором штата Виктория.
Когда в 1950 году разразилась Корейская война, то Херринг вновь вернулся в армию, став генеральным директором по набору новобранцев.
В 1953 году Херринг возглавил австралийский контингент на церемонии коронации Елизаветы II, и 10 июля 1953 года был принят в Букингемском дворце в рыцари Ордена Святого Иоанна.
В 1964 году Херринг покинул пост верховного судьи, но продолжал оставаться лейтенант-губернатором Виктории до 1972 года, до своего 80-летия. На этом посту он поддерживал действия США во Вьетнамской войне и критиковал участников антивоенного движения.
В 1978 году Херринг стал объектом дискуссии в Федеральном парламенте, когда стало известно, что во время командования на Новой Гвинее по его приказу был вынесен смертный приговор 22 папуасам, обвинённым в том, что они выдали японцам семь миссионеров-англиканцев.
С 1959 по 1977 годы Эдмунд Херринг был главой Ассоциации бойскаутов штата Виктория. После смерти Херринга в 1982 году Ассоциация назвала в его честь арендуемый ею много лет искусственный остров на реке Ярра.